# 13일의 금요일 4
《13일의 금요일 4》(영어: Friday the 13th: The Final Chapter)는 미국에서 제작된 조지프 지토 감독의 1984년 슬래셔 영화이다. 《13일의 금요일 3》(1982)의 속편이며 13일의 금요일 프랜차이즈 네 번째 작품이다. 킴벌리 벡, 코리 펠드먼, 피터 바턴, 크리스핀 글러버 등이 출연하고, 프랭크 맨쿠소 주니어 등이 제작에 참여하였다. 대한민국 개봉명은 《블랙 프라이데이》이다.
제이슨 보히스의 대적 토미 자비스를 처음 소개한 작품이며, 해당 인물은 후속작인 《13일의 금요일 5: 새로운 시작》(1985)과 《13일의 금요일 6》(1986)에도 등장하였다.
속편 《13일의 금요일 5: 새로운 시작》(1985)으로 이어진다.

## 줄거리
히긴스 헤이븐 사건 이후 병원 영안실 냉장실로 옮겨진 제이슨 보히스는 저절로 되살아나 검시관을 쇠톱으로, 간호사를 외과용 메스로 도륙하고 탈출한다.
다음 날 한 십대 무리가 주말을 보내기 위해 크리스털 레이크에 도착한다. 이들은 폴, 여자친구 샘, 처녀인 세라, 남자친구 더그, 사교성이 없는 지미, 장난꾸러기 테드, 그리고 쌍둥이 자매 티나와 테리의 조합으로 구성돼있다.
이웃에 사는 트리시와 12살 동생 토미는 차가 고장나자 롭이란 남자의 도움을 받고 집으로 초대하게 된다. 롭은 토미의 방에 있는 다양한 특촬용 가면들, 괴물 가면들을 구경한다.
트리시, 토미, 롭은 제이슨에게 살해된 십대 무리 시체를 발견한다. 롭은 사실 2편의 피해자 샌드라의 오빠로 제이슨에게 복수를 하려고 마체테를 챙겨 이곳을 찾았지만 결국 제이슨에게 숨이 끊긴다.
토미는 스스로 머리를 삭발하며 제이슨의 어린 시절 모습을 재현해 제이슨을 혼란스럽게 만들고, 그 틈에 트리시가 마체테를 휘둘러 제이슨의 가면이 벗겨진다. 제이슨의 본 얼굴에 놀라 트리시가 비명을 지르는 사이 토미가 직접 마체테를 쥐고 머리뼈 측면을 쳐내 제이슨이 고꾸라지면서 머리가 쪼깨진다. 제이슨이 그 상태에서도 손가락을 움직이자 토미는 제이슨의 몸에 마체테를 수차례 찍어누르며 “죽어! 죽어!”라고 외치고, 트리시는 토미의 이름을 애타게 부른다.
의사들은 지극히 정상 범주 반응이었다고 말하지만 트리시를 껴안은 토미의 얼굴은 관객을 염려케 한다.

## 출연
- 킴벌리 벡 - 트리시 자비스 역
- 코리 펠드먼 - 토미 자비스 역
- E. 에릭 앤더슨 - 로버트 "롭" 다이어 역
- 바버라 하워드 - 세라 파킹턴 역
- 피터 바턴 - 더그 벨 역
- 크리스핀 글러버 - 지미 모티머 역
- 조앤 프리먼 - 자비스 부인 역
- 주디 에런슨 - 서맨사 레인 역
- 커밀라 모어 - 티나 무어 역
- 케리 모어 - 테리 무어 역
- 로런스 모너슨 - 테드 쿠퍼 역
- 브루스 말러 - 액설 번스 역
- 테드 화이트 - 제이슨 보히스 역 (크레디트 미기재)

## 기타 제작진
- 공동 제작: 토니 비솝
- 배역: 펀 챔피언, 패멀라 배스커
- 특수 효과: 톰 서비니